# Liste der Kunstwerke in der Sammlung Alexandre Berthier
Die Liste der Kunstwerke in der Sammlung Alexandre Berthier gibt einen Überblick auf die Sammlungstätigkeit von Alexandre Berthier, Prince de Wagram. Er begann ab 1904 zunächst mit dem Erwerb von Objekten des Kunsthandwerk, wenig später folgten Gemälde. Allein zwischen März 1905 und März 1907 kaufte Berthier mehr als 400 Gemälde. Da er viele Kunstwerke nur für kurze Zeit behielt, sie teilweise gegen andere Werke eintauschte und eine große Zahl der Bilder unbezahlt in den Kunsthandlungen verblieben, lässt sich der genaue Umfang der Sammlung nicht mehr rekonstruieren. Die letzten Werke der Sammlung Berthier wurden 1929 von seinen Erben in den Kunsthandel gegeben. Die nachfolgende Liste zeichnet wesentliche Teile der Kunstsammlung nach, soweit sie in den jeweiligen Werkverzeichnissen der Künstler vermerkt sind. In der Liste sind – soweit bekannt – die jeweiligen heutigen öffentlichen Sammlungen angegeben.
| Bild | Künstler                  | Titel                                               | Jahr         | Medium                            | Größe (Höhe × Breite) | Sammlung, Ort                                                                |
| ---- | ------------------------- | --------------------------------------------------- | ------------ | --------------------------------- | --------------------- | ---------------------------------------------------------------------------- |
|      | Paul Cézanne              | Weg in Pontoise                                     | 1875–1877    | Öl auf Leinwand                   | 58 × 71 cm            | Puschkin-Museum, Moskau                                                      |
|      | Paul Cézanne              | Nachmittag in Neapel                                | 1876–1877    | Öl auf Leinwand                   | 14 × 24 cm            | Verbleib unbekannt                                                           |
|      | Paul Cézanne              | Äpfel und Kekse                                     | 1879–1880    | Öl auf Leinwand                   | 46 × 55 cm            | Musée de l’Orangerie, Paris                                                  |
|      | Paul Cézanne              | Stillleben mit Obstschale                           | 1879–1880    | Öl auf Leinwand                   | 46 × 55 cm            | Museum of Modern Art, New York                                               |
|      | Paul Cézanne              | Skizze von Madame Cézanne                           | um 1881      | Öl auf Leinwand                   | 20,3 × 14 cm          | Privatsammlung                                                               |
|      | Paul Cézanne              | Bildnis des Sohnes Paul                             | 1883–1885    | Öl auf Leinwand                   | 19,5 × 11,5 cm        | Von der Heydt-Museum, Wuppertal                                              |
|      | Paul Cézanne              | Badender                                            | um 1885      | Öl auf Leinwand                   | 127 × 96,8 cm         | Museum of Modern Art, New York                                               |
|      | Paul Cézanne              | Die Frau mit dem Hermelin (nach Coello)             | 1885–1886    | Öl auf Leinwand                   | 53 × 49 cm            | Privatsammlung                                                               |
|      | Paul Cézanne              | Bildnis Madame Cézanne                              | 1886–1887    | Öl auf Leinwand                   | 100,6 × 81,3 cm       | Detroit Institute of Arts, Detroit                                           |
|      | Paul Cézanne              | Stillleben, Milchkrug und Früchte auf einem Tisch   | um 1890      | Öl auf Leinwand                   | 59,5 × 72,5 cm        | Nationalmuseum für Kunst, Architektur und Design, Oslo                       |
|      | Paul Cézanne              | Stillleben mit Äpfeln                               | um 1890      | Öl auf Leinwand                   | 35 × 46 cm            | Sammlung Otto Krebs derzeit Eremitage, Sankt Petersburg                      |
|      | Paul Cézanne              | Bandende                                            | um 1890      | Öl auf Leinwand                   | 22,6 × 35,4 cm        | Art Institute of Chicago, Chicago                                            |
|      | Paul Cézanne              | Früchte auf einer Decke                             | um 1890      | Öl auf Leinwand                   | 38,4 × 45,4 cm        | Privatsammlung                                                               |
|      | Paul Cézanne              | Hagar in der Wüste (nach Delacroix)                 | 1890–1894    | Öl auf Leinwand                   | 50 × 56,5 cm          | Privatsammlung                                                               |
|      | Paul Cézanne              | Häutung des Michelangelo                            | um 1892      | Öl auf Leinwand                   | 35 × 16,5 cm          | Privatsammlung                                                               |
|      | Paul Cézanne              | Teller mit Pfirsichen                               | um 1892      | Öl auf Leinwand                   | 31 × 40 cm            | Sammlung Oskar Reinhart «Am Römerholz», Winterthur                           |
|      | Paul Cézanne              | Zuckerdosen, Birnen und Teppich                     | 1893–1894    | Öl auf Leinwand                   | 50,9 × 62 cm          | Pola Museum of Art, Hakone                                                   |
|      | Paul Cézanne              | Junger Mann mit Totenschädel                        | 1896–1898    | Öl auf Leinwand                   | 130 × 97,5 cm         | Barnes Foundation, Philadelphia                                              |
|      | Paul Cézanne              | Stillleben mit Milchtopf, Melone und Zuckerdose     | 1900–1906    | Bleistift und Aquarell auf Papier | 48,2 × 62,2 cm        | Privatsammlung                                                               |
|      | Paul Cézanne              | Stillleben, Ingwerglas, Zuckerdose und Orangen      | um 1902–1906 | Öl auf Leinwand                   | 60,6 × 73,3 cm        | Museum of Modern Art, New York                                               |
|      | Gustave Courbet           | Die Hängematte                                      | 1844         | Öl auf Leinwand                   | 70,5 × 97 cm          | Sammlung Oskar Reinhart «Am Römerholz», Winterthur                           |
|      | Gustave Courbet           | Le Guitarrero                                       | 1844         | Öl auf Leinwand                   | 55 × 41 cm            | Privatsammlung                                                               |
|      | Gustave Courbet           | Junge Damen auf dem Land                            | 1851         | Öl auf Leinwand                   | 195 × 261 cm          | Metropolitan Museum of Art, New York                                         |
|      | Gustave Courbet           | La Mère Grégoire                                    | 1855         | Öl auf Leinwand                   | 130 × 97 cm           | Art Institute of Chicago, Chicago                                            |
|      | Gustave Courbet           | Die Häuser von Schloss Ornans                       | 1855         | Öl auf Leinwand                   | 97 × 122 cm           | Privatsammlung                                                               |
|      | Gustave Courbet           | Tal der Puits-Noir bei Ornans                       | 1856         | Öl auf Leinwand                   | 97 × 147 cm           | Norton Simon Museum, Pasadena                                                |
|      | Gustave Courbet           | Durchgehendes Pferd                                 | 1861         | Öl auf Leinwand                   | 193 × 228 cm          | Neue Pinakothek, München                                                     |
|      | Gustave Courbet           | Liegender weiblicher Akt                            | 1862         | Öl auf Leinwand                   | 75 × 97 cm            | Privatsammlung                                                               |
|      | Gustave Courbet           | Trellis (Spalierblumen)                             | 1862         | Öl auf Leinwand                   | 109,8 × 135,2 cm      | Toledo Museum of Art, Toledo (Ohio)                                          |
|      | Gustave Courbet           | Drei junge Engländerinnen am Fenster                | 1865         | Öl auf Leinwand                   | 92,5 × 72,5 cm        | Ny Carlsberg Glyptotek, Kopenhagen                                           |
|      | Gustave Courbet           | Landschaft bei Ornans                               | 1865         | Öl auf Leinwand                   | 78,5 × 127 cm         | Privatsammlung                                                               |
|      | Gustave Courbet           | Lesende junge Frau                                  | 1866/1868    | Öl auf Leinwand                   | 60 × 73 cm            | National Gallery of Art, Washington, D.C.                                    |
|      | Gustave Courbet           | Jäger im Schnee                                     | 1866         | Öl auf Leinwand                   | 48 × 65 cm            | Privatsammlung                                                               |
|      | Gustave Courbet           | Die Dame aus München                                | 1869         | Öl auf Leinwand                   | unbekannt             | Privatsammlung                                                               |
|      | Gustave Courbet           | Schneelandschaft, totes Reh                         | 1875         | Öl auf Leinwand                   | 33 × 40,5 cm          | Privatsammlung                                                               |
|      | Edgar Degas               | Die Tanzprobe                                       | 1870–1872    | Öl auf Leinwand                   | 40,6 × 54,6 cm        | Phillips Collection, Washington, D.C.                                        |
|      | Edgar Degas               | Die Dame in Schwarz                                 | 1875–1878    | Öl auf Leinwand                   | 60 × 51 cm            | Nationalmuseum, Stockholm                                                    |
|      | Edgar Degas               | Wäscherinnen tragen Leinen                          | 1876–1878    | Öl auf Papier auf Leinwand        | 46 × 61 cm            | Privatsammlung                                                               |
|      | Edgar Degas               | Tänzerin mit Blumenstrauß                           | 1877–1878    | Pastell und Gouache auf Papier    | 40 × 50 cm            | Rhode Island School of Design Museum, Providence                             |
|      | Edgar Degas               | Tänzerinnen im Ballettsaal                          | 1879         | Pastell auf Papier                | 50 × 65 cm            | Privatsammlung                                                               |
|      | Edgar Degas               | Im Balettsaal                                       | 1884         | Pastell auf Papier                | 39,9 × 73 cm          | Pola Museum of Art, Hakone                                                   |
|      | Edgar Degas               | Sängerin in Grün                                    | um 1884      | Pastell auf Papier                | 60,3 × 46,4 cm        | Metropolitan Museum of Art, New York                                         |
|      | Edgar Degas               | Sich verbeugende Tänzerinnen                        | 1885         | Pastell auf Leinwand              | 36 × 49 cm            | Privatsammlung                                                               |
|      | Edgar Degas               | Zwei Tänzerinnen                                    | 1895–1897    | Pastell auf Papier auf Karton     | 63,5 × 63 cm          | Nationalmuseum, Stockholm                                                    |
|      | Paul Gauguin              | Äpfel, Krug und irisierendes Glas                   | 1884         | Öl auf Leinwand                   | 55 × 46 cm            | Privatsammlung                                                               |
|      | Paul Gauguin              | Te tiare farani                                     | 1891         | Öl auf Leinwand                   | 72 × 92 cm            | Puschkin-Museum, Moskau                                                      |
|      | Paul Gauguin              | Matamoe                                             | 1892         | Öl auf Leinwand                   | 115 × 86 cm           | Puschkin-Museum, Moskau                                                      |
|      | Paul Gauguin              | Arearea                                             | 1892         | Öl auf Leinwand                   | 74,5 × 93,5 cm        | Musée d’Orsay, Paris                                                         |
|      | Paul Gauguin              | Parau na te Varua ino                               | 1892         | Öl auf Leinwand                   | 91,7 × 68,5 cm        | National Gallery of Art, Washington, D.C.                                    |
|      | Paul Gauguin              | Tahitianische Pastorale                             | 1892         | Öl auf Leinwand                   | 87,5 × 113,7 cm       | Eremitage, Sankt Petersburg                                                  |
|      | Paul Gauguin              | Ea haere ia oe                                      | 1893         | Öl auf Leinwand                   | 92,5 × 73,5 cm        | Eremitage, Sankt Petersburg                                                  |
|      | Paul Gauguin              | Nave nave moe                                       | 1894         | Öl auf Leinwand                   | 74 × 100 cm           | Eremitage, Sankt Petersburg                                                  |
|      | Paul Gauguin              | Selbstbildnis vor Golgatha                          | 1896         | Öl auf Leinwand                   | 76 × 64 cm            | Museu de Arte de São Paulo, São Paulo                                        |
|      | Paul Gauguin              | Mutter und Kind                                     | 1902         | Öl auf Leinwand                   | 68,5 × 78,5 cm        | Stiftung Sammlung E. G. Bührle im Kunsthaus Zürich, Zürich                   |
|      | Paul Gauguin              | Zwei Frauen auf Tahiti                              | 1902         | Öl auf Leinwand                   | 74 × 64,5 cm          | Privatsammlung                                                               |
|      | Vincent van Gogh          | Weber, am Webstuhl stehend                          | 1884         | Öl auf Leinwand                   | 41 × 57 cm            | Kröller-Müller Museum, Otterlo                                               |
|      | Vincent van Gogh          | Die Seine-Brücken bei Asnières                      | 1887         | Öl auf Leinwand                   | 52 × 65 cm            | Stiftung Sammlung E. G. Bührle im Kunsthaus Zürich, Zürich                   |
|      | Vincent van Gogh          | Der rote Weinberg                                   | 1888         | Öl auf Leinwand                   | 73 × 91 cm            | Puschkin-Museum, Moskau                                                      |
|      | Vincent van Gogh          | Eisenbahnwagons                                     | 1888         | Öl auf Leinwand                   | 45 × 50 cm            | Musée Angladon, Avignon                                                      |
|      | Vincent van Gogh          | Schlafsaal im Hospital in Arles                     | 1889         | Öl auf Leinwand                   | 74 × 92 cm            | Sammlung Oskar Reinhart «Am Römerholz», Winterthur                           |
|      | Vincent van Gogh          | Olivenhain                                          | 1889         | Öl auf Leinwand                   | 73,6 × 92,7 cm        | Minneapolis Institute of Art, Minneapolis                                    |
|      | Vincent van Gogh          | Olivenhain                                          | 1889         | Öl auf Leinwand                   | 72 × 92 cm            | Kröller-Müller Museum, Otterlo                                               |
|      | Vincent van Gogh          | Wiese und Baum mit Blick auf den Mont-Gaussier      | 1889         | Öl auf Leinwand                   | 73 × 91,5 cm          | Kröller-Müller Museum, Otterlo                                               |
|      | Vincent van Gogh          | Die Schlucht »Les Peiroulets«                       | 1889         | Öl auf Leinwand                   | 73 × 91,7 cm          | Museum of Fine Arts, Boston                                                  |
|      | Vincent van Gogh          | Weizeneld mit Zypresse                              | 1889         | Öl auf Leinwand                   | 73 × 93,4 cm          | Metropolitan Museum of Art, New York                                         |
|      | Vincent van Gogh          | Bildnis Joseph Roulin                               | 1889         | Öl auf Leinwand                   | 65 × 54 cm            | Kröller-Müller Museum, Otterlo                                               |
|      | Vincent van Gogh          | Zypressenweg unter dem Sternenhimmel                | 1890         | Öl auf Leinwand                   | 92 × 73 cm            | Kröller-Müller Museum, Otterlo                                               |
|      | Vincent van Gogh          | Der bramherzige Samariter (nach Delacroix)          | 1890         | Öl auf Leinwand                   | 73 × 60 cm            | Kröller-Müller Museum, Otterlo                                               |
|      | Vincent van Gogh          | Feld mit Mohnblumen                                 | 1890         | Öl auf Leinwand                   | 82,7 × 102 cm         | Kunstmuseum Den Haag, Den Haag                                               |
|      | Vincent van Gogh          | Runde der Gefangenen                                | 1890         | Öl auf Leinwand                   | 80 × 64 cm            | Puschkin-Museum, Moskau                                                      |
|      | Francisco de Goya         | Bildnis Manuel de Lapeña y Ruiz del Sotillo         | 1799         | Öl auf Leinwand                   | 225 × 140 cm          | Hispanic Society of America, New York                                        |
|      | Édouard Manet             | Die überraschte Nymphe                              | um 1861      | Öl auf Leinwand                   | 35,5 × 46 cm          | Nationalmuseum für Kunst, Architektur und Design, Oslo                       |
|      | Édouard Manet             | Der alte Musikant                                   | 1862         | Öl auf Leinwand                   | 187,4 × 248,3 cm      | National Gallery of Art, Washington, D.C.                                    |
|      | Édouard Manet             | La Négresse                                         | 1862         | Öl auf Leinwand                   | 61 × 50 cm            | Pinacoteca Giovanni e Marella Agnelli, Turin                                 |
|      | Claude Monet              | Das Frühstück                                       | um 1868–1869 | Öl auf Leinwand                   | 231,5 × 151,5 cm      | Städelsches Kunstinstitut, Frankfurt am Main                                 |
|      | Claude Monet              | Blumen und Früchte                                  | 1869         | Öl auf Leinwand                   | 100,3 × 81,3 cm       | J. Paul Getty Museum, Los Angeles                                            |
|      | Claude Monet              | Die Seine bei Bougival                              | 1872         | Öl auf Leinwand                   | 48 × 95 cm            | Privatsammlung                                                               |
|      | Claude Monet              | Die Eisenbahnbrücke von Argenteuil                  | 1873         | Öl auf Leinwand                   | 60 × 99 cm            | Privatsammlung                                                               |
|      | Claude Monet              | La Porte d’Amont bei Etretat                        | 1873         | Öl auf Leinwand                   | 81 × 100 cm           | Fogg Art Museum, Cambridge (Massachusetts)                                   |
|      | Claude Monet              | Boote auf der Pier in Petit-Gennevilliers           | 1874         | Öl auf Leinwand                   | 54 × 65,4 cm          | Legion of Honor, San Francisco                                               |
|      | Claude Monet              | Camille beim Sticken                                | 1875         | Öl auf Leinwand                   | 65 × 55 cm            | Barnes Foundation, Philadelphia                                              |
|      | Claude Monet              | Atelierboot auf der Seine                           | 1875         | Öl auf Leinwand                   | 55 × 74 cm            | Privatsammlung                                                               |
|      | Claude Monet              | Garten mit Stockrosen                               | 1876         | Öl auf Leinwand                   | 73 × 54 cm            | Privatsammlung                                                               |
|      | Claude Monet              | Weiden am Ufer des Yerres                           | 1876         | Öl auf Leinwand                   | 54 × 65,5 cm          | Privatsammlung                                                               |
|      | Claude Monet              | Die Gleise an der Ausfahrt des Bahnhos Saint-Lazare | 1877         | Öl auf Leinwand                   | 60,5 × 81,1 cm        | Pola Museum of Art, Hakone                                                   |
|      | Claude Monet              | Rue Montorgueil am Fest des 30. Juni                | 1878         | Öl auf Leinwand                   | 81 × 50 cm            | Musée d’Orsay, Paris                                                         |
|      | Claude Monet              | Blick durch die Bäume. Die Insel La Grande Jatte    | 1878         | Öl auf Leinwand                   | 54 × 65 cm            | Privatsammlung                                                               |
|      | Claude Monet              | Seinearm bei Mousseaux am Abend                     | 1878         | Öl auf Leinwand                   | 50 × 61 cm            | Privatsammlung                                                               |
|      | Claude Monet              | Ein Nebenarm der Seine bei Vétheuil                 | 1878         | Öl auf Leinwand                   | 46 × 71,5 cm          | Kunstmuseum St. Gallen, St. Gallen                                           |
|      | Claude Monet              | Unterholz                                           | 1878         | Öl auf Leinwand                   | 56 × 46 cm            | Privatsammlung                                                               |
|      | Claude Monet              | Die Uferböschung bei Lavacourt                      | 1879         | Öl auf Leinwand                   | 65,5 × 80 cm          | Galerie Neue Meister, Dresden                                                |
|      | Claude Monet              | Frühling in Vétheuil                                | 1880         | Öl auf Leinwand                   | 60,5 × 80,5 cm        | Museum Boijmans Van Beuningen, Rotterdam                                     |
|      | Claude Monet              | Topinamburblüten                                    | 1880         | Öl auf Leinwand                   | 99,6 × 73 cm          | National Gallery of Art, Washington, D.C.                                    |
|      | Claude Monet              | Mohnefled bei Véthueil                              | 1880         | Öl auf Leinwand                   | 73 × 60 cm            | Stiftung Sammlung E. G. Bührle im Kunsthaus Zürich, Zürich                   |
|      | Claude Monet              | Eisbruch                                            | 1880–81      | Öl auf Leinwand                   | 60 × 99 cm            | Sammlung Oskar Reinhart «Am Römerholz», Winterthur                           |
|      | Claude Monet              | Das Meer bei Fécamp                                 | 1881         | Öl auf Leinwand                   | 65,5 × 82 cm          | Staatsgalerie Stuttgart, Stuttgart                                           |
|      | Claude Monet              | Vétheuil Sonnenuntergang                            | 1881         | Öl auf Leinwand                   | 52 × 62 cm            | Privatsammlung                                                               |
|      | Claude Monet              | Bildnis Madame Paul                                 | 1882         | Öl auf Leinwand                   | 65 × 54,5 cm          | Fogg Art Museum, Cambridge (Massachusetts)                                   |
|      | Claude Monet              | Die Steilküste bei Dieppe                           | 1882         | Öl auf Leinwand                   | 66 × 82 cm            | Kunsthaus Zürich, Zürich                                                     |
|      | Claude Monet              | Fluß in Pourville bei Ebbe                          | 1882         | Öl auf Leinwand                   | 65 × 81 cm            | Privatsammlung                                                               |
|      | Claude Monet              | Varengeville bie Ebbe                               | 1882         | Öl auf Leinwand                   | 60 × 81 cm            | Museo Thyssen-Bornemisza, Madrid                                             |
|      | Claude Monet              | Schatten auf dem Meer bei Pourville                 | 1882         | Öl auf Leinwand                   | 57 × 80 cm            | Ny Carlsberg Glyptotek, Kopenhagen                                           |
|      | Claude Monet              | Der Seinearm von Jeufosse am Spätnachmittag         | 1884         | Öl auf Leinwand                   | 60 × 81 cm            | Museum of Modern Art, Gunma Takasaki                                         |
|      | Claude Monet              | Wiese bei Giverny im Sonnenschein                   | 1886         | Öl auf Leinwand                   | 92 × 81 cm            | Privatsammlung                                                               |
|      | Claude Monet              | Das Ufer der Epte bei Giverny                       | 1887         | Öl auf Leinwand                   | 65 × 81 cm            | Privatsammlung                                                               |
|      | Claude Monet              | Die Alpen von Cap Antibes                           | 1888         | Öl auf Leinwand                   | 65 × 81 cm            | Privatsammlung                                                               |
|      | Claude Monet              | Abends auf der Wiese in Giverny                     | 1888         | Öl auf Leinwand                   | 92 × 81 cm            | Privatsammlung                                                               |
|      | Claude Monet              | Getreideschober im Winternebel                      | 1889         | Öl auf Leinwand                   | 65 × 92 cm            | Privatsammlung                                                               |
|      | Claude Monet              | Pappeln am Ufer der Epte am Abend                   | 1891         | Öl auf Leinwand                   | 100 × 65 cm           | Privatsammlung                                                               |
|      | Claude Monet              | Heuhaufen                                           | 1893         | Öl auf Leinwand                   | 60 × 81 cm            | Privatsammlung                                                               |
|      | Claude Monet              | Das Portal                                          | 1893         | Öl auf Leinwand                   | 92 × 65 cm            | Privatsammlung                                                               |
|      | Claude Monet              | Frühlingslandschaft                                 | 1894         | Öl auf Leinwand                   | 92 × 73 cm            | Privatsammlung                                                               |
|      | Claude Monet              | Wiese bei Giverny                                   | 1894         | Öl auf Leinwand                   | 92 × 73 cm            | Princeton University Art Museum, Princeton                                   |
|      | Claude Monet              | Der Fjord von Christiania                           | 1895         | Öl auf Leinwand                   | 65 × 100 cm           | Privatsammlung                                                               |
|      | Claude Monet              | Der Berg Kolsaas bei trübem Wetter                  | 1895         | Öl auf Leinwand                   | 65 × 100 cm           | Privatsammlung                                                               |
|      | Claude Monet              | Steilküste von Pourville am Morgen                  | 1897         | Öl auf Leinwand                   | 66 × 100 cm           | Musée des beaux-arts de Montréal, Montreal                                   |
|      | Claude Monet              | Nebliger Vormittag auf der Seine                    | 1897         | Öl auf Leinwand                   | 65 × 92 cm            | Privatsammlung                                                               |
|      | Claude Monet              | Seinearm bei Giverny in der Morgensonne             | 1897         | Öl auf Leinwand                   | 81 × 92 cm            | Hiroshima Museum of Art, Hiroshima                                           |
|      | Claude Monet              | Chrysanthemenbeet                                   | 1897         | Öl auf Leinwand                   | 81 × 100 cm           | Kunstmuseum Basel, Basel                                                     |
|      | Claude Monet              | Gartenweg                                           | 1899–1900    | Öl auf Leinwand                   | 81 × 92 cm            | Privatsammlung                                                               |
|      | Claude Monet              | Die Brücke über den Seerosenteichin Giverny         | 1900         | Öl auf Leinwand                   | 89,8 × 101 cm         | Art Institute of Chicago, Chicago                                            |
|      | Claude Monet              | Charing Cross Bridge                                | 1901         | Öl auf Leinwand                   | 65 × 92,2 cm          | Art Institute of Chicago, Chicago                                            |
|      | Claude Monet              | Waterloo Bridge, Sonne                              | 1903         | Öl auf Leinwand                   | 86,4 × 121,3 cm       | Denver Art Museum, Denver                                                    |
|      | Gustave Moreau            | Christus und Maria Magdalene (Noli Me Tangere)      | 1889         | Öl auf Leinwand                   | 81,2 × 64,4 cm        | Privatsammlung                                                               |
|      | Gustave Moreau            |                                                     | 1897         | Öl auf Leinwand                   | 73,2 × 60 cm          | Privatsammlung                                                               |
|      | Camille Pissarro          | Die Brücke und die Druckerei von Moret              | 1902         | Öl auf Leinwand                   | 54 × 63 cm            | Privatsammlung                                                               |
|      | Pierre Puvis de Chavannes | Winter                                              | 1896         | Öl auf Leinwand                   | 96,2 × 147,2 cm       | National Gallery of Victoria, Melbourne                                      |
|      | Pierre Puvis de Chavannes | Der Fluss                                           | um 1864      | Öl auf Leinwand                   | 129,5 × 251,1 cm      | Metropolitan Museum of Art, New York                                         |
|      | Pierre-Auguste Renoir     | Diana                                               | 1867         | Öl auf Leinwand                   | 199,5 × 129,5 cm      | National Gallery of Art, Washington, D.C.                                    |
|      | Pierre-Auguste Renoir     | Die Champs-Elysées während der Weltausstellung 1867 | 1867         | Öl auf Leinwand                   | 76,5 × 13 cm          | Privatsammlung                                                               |
|      | Pierre-Auguste Renoir     | Der Zirkusclown                                     | 1868         | Öl auf Leinwand                   | 193,5 × 130 cm        | Kröller-Müller Museum, Otterlo                                               |
|      | Pierre-Auguste Renoir     | La Grenouillère                                     | 1868         | Öl auf Leinwand                   | 59 × 80 cm            | Puschkin-Museum, Moskau                                                      |
|      | Pierre-Auguste Renoir     | Dar Paar                                            | um 1868      | Öl auf Leinwand                   | 105 × 75 cm           | Wallraf-Richartz-Museum & Fondation Corboud, Köln                            |
|      | Pierre-Auguste Renoir     | Die Quelle                                          | 1875         | Öl auf Leinwand                   | 131 × 77,5 cm         | Barnes Foundation, Philadelphia                                              |
|      | Pierre-Auguste Renoir     | Kellnerin                                           | um 1875      | Öl auf Leinwand                   | 100,3 × 71,4 cm       | Metropolitan Museum of Art, New York                                         |
|      | Pierre-Auguste Renoir     | Madame Henriot en costume                           | 1875–1877    | Öl auf Leinwand                   | 161,3 × 104,8 cm      | Columbus Museum of Art, Columbus                                             |
|      | Pierre-Auguste Renoir     | Bal du moulin de la Galette                         | 1876         | Öl auf Leinwand                   | 78 × 114 cm           | Privatsammlung                                                               |
|      | Pierre-Auguste Renoir     | Kind mit der Gießkanne                              | 1876         | Öl auf Leinwand                   | 100 × 73 cm           | National Gallery of Art, Washington, D.C.                                    |
|      | Pierre-Auguste Renoir     | Bildnis Victor Choquet                              | 1876         | Öl auf Leinwand                   | 53 × 44 cm            | Fogg Art Museum, Cambridge (Massachusetts)                                   |
|      | Pierre-Auguste Renoir     | Madame Henriot                                      | um 1876      | Öl auf Leinwand                   | 65,8 × 49,5 cm        | National Gallery of Art, Washington, D.C.                                    |
|      | Pierre-Auguste Renoir     | Am Ausgang des Konservatoriums                      | 1876–1877    | Öl auf Leinwand                   | 187,5 × 117,5 cm      | Barnes Foundation, Philadelphia                                              |
|      | Pierre-Auguste Renoir     | Mlle Charlotte Berthier                             | 1883         | Öl auf Leinwand                   | 92,1 × 73 cm          | National Gallery of Art, Washington D.C.                                     |
|      | Pierre-Auguste Renoir     | Bildnis der Töchter von Catulle Mendès am Klavier   | 1888         | Öl auf Leinwand                   | 161,9 × 129,9 cm      | Metropolitan Museum of Art, New York                                         |
|      | Pierre-Auguste Renoir     | Kopf eines Mädchens                                 | um 1890      | Öl auf Leinwand                   | 42,6 × 33,3 cm        | National Gallery of Art, Washington, D.C.                                    |
|      | Pierre-Auguste Renoir     | Badende, sich das Haar frisierend                   | 1893         | Öl auf Leinwand                   | 92,4 × 74 cm          | National Gallery of Art, Washington, D.C.                                    |
|      | Pierre-Auguste Renoir     | Badende, sich das Haar frisierend                   | 1906         | Öl auf Leinwand                   | 92 × 73 cm            | Stiftung Sammlung E. G. Bührle im Kunsthaus Zürich                           |
|      | Giovanni Segantini        | Sein (La natura)                                    | 1897–1899    | Öl auf Leinwand                   | 236 × 402,5 cm        | Segantini Museum, St. Moritz Dauerleihgabe der Gottfried Keller-Stiftung     |
|      | Georges Seurat            | La Maria, Honfleur                                  | 1886         | Öl auf Leinwand                   | 53 × 63,5 cm          | Nationalgalerie, Prag                                                        |
|      | Alfred Sisley             | Die Fähre zur Île de la Loge bei Flut               | 1872         | Öl auf Leinwand                   | 45 × 60 cm            | Ny Carlsberg Glyptotek, Kopenhagen                                           |
|      | Alfred Sisley             | Kornfeld bei Argenteuil                             | 1873         | Öl auf Leinwand                   | 50,4 × 72,9 cm        | Kunsthalle Hamburg, Hamburg                                                  |
|      | Alfred Sisley             | Landschaft bei Andrésy                              | 1875         | Öl auf Leinwand                   | 47,3 × 55,8 cm        | Privatsammlung                                                               |
|      | Alfred Sisley             | Frühling in Saint-Germain-en-Laye                   | 1876         | Öl auf Leinwand                   | 38,5 × 55,5 cm        | Kunstmuseum St. Gallen, St. Gallen                                           |
|      | Alfred Sisley             | Hochwasser bei Moret-sur-Loing                      | 1879         | Öl auf Leinwand                   | 54 × 73 cm            | Privatsammlung                                                               |
|      | Alfred Sisley             | Regnerischer Frühling im Paris Umland               | 1879         | Öl auf Leinwand                   | 47 × 56 cm            | Musée d'Orsay, Paris Dauerleihgabe im Musée des Beaux-Arts de Nantes, Nantes |